# Kap Deacon
Kap Deacon ist ein vereistes Kap an der Lassiter-Küste im Osten des Palmerlands auf der Antarktischen Halbinsel. Es bildet rund 10 km nordöstlich des Jeffries Bluff die südöstliche Spitze der Kemp-Halbinsel.
Das Kap wurde bei einem Überflug im Dezember 1940 während der United States Antarctic Service Expedition (1939–1941) fotografiert. Weitere Luftaufnahmen entstanden 1947 bei der Ronne Antarctic Research Expedition (1947–1948), deren Teilnehmer es in Zusammenarbeit mit dem Falkland Islands Dependencies Survey (FIDS) kartografisch erfassten. Das UK Antarctic Place-Names Committee benannte es 1953 nach dem britischen Ozeanographen George Edward Raven Deacon (1906–1984), Wissenschaftler der Discovery Investigations von 1927 bis 1939 und Leiter des National Institute of Oceanography von 1949 bis 1971.